# Richt van der Meer
Richt van der Meer is een Nederlands langebaanschaatsster.
Tussen 2005 en 2007 nam ze meermaals deel aan de NK Afstanden en NK Sprint. 

## Records

### Persoonlijke records[2]
| Afstand    | Tijd    | Datum            | Baan       |
| ---------- | ------- | ---------------- | ---------- |
| 500 meter  | 40,91   | 29 december 2005 | Heerenveen |
| 1000 meter | 1.21,86 | 30 december 2005 | Heerenveen |
| 1500 meter | 2.08,30 | 9 august 2002    | Calgary    |
| 3000 meter | 4.35,52 | 13 november 2004 | Heerenveen |